# 成屏二级水库
成屏二级水库，原称成屏水库，是中国浙江省丽水市遂昌县成屏里步口村境内蜡烛山的一座水库，位于瓯江支流松阳溪上。

## 特点
中华人民共和国成立之前，遂昌县境内没有水库，只有蓄水量不足的水塘。1958年建立人民公社后，依靠集体力量开始大兴修建水库。1958年9月成屏水库开工，但中途停建，1959年经西安交通大学水利系帮助设计粘土斜墙定向爆破堆石坝，年底复工。1960年再次缓建。1965年1月筹建复工，改为混凝土浆砌块石重力坝，由浙江省水利水电工程局组织施工，1966年5月竣工。水库正常库容为920万立方米，集雨面积为215平方公里，海拔为263米，坝高45.3米。1978年由于在上游成屏下淤村修建一级水库，此水库改名为成屏二级水库。2010年3月，遂昌环保局处置成屏二级水库树脂污染问题。